# Scheherazade (yacht)
Lo Scheherazade è un megayacht battente bandiera malaysiana. I suoi 140 metri di lunghezza e il suo costo stimato in 700 milioni di euro ne fanno uno dei 20 yacht più grandi e costosi mai realizzati.

## Caratteristiche ingegneristiche e dotazioni
Varato il 5 luglio 2019 dai cantieri tedeschi della Lürssen Yachts e consegnato nel giugno 2020, lo Scheherazade è spinto da due motori diesel MTU (20V 4000 M73L) capaci di erogare una potenza di 4963 hp ognuno e di far raggiungere all'imbarcazione una velocità massima di 19,5 nodi (circa 36 km/h). Gli esterni di questo megayacht, che in fase di progettazione era chiamato con il nome in codice "Lightning", sono stati realizzati dal designer Espen Øino (Oeino), mentre gli interni portano la firma della François Zuretti.
Lo Scheherazade ha uno scafo in acciaio con sovrastruttura in alluminio e comprende sei livelli. Sul ponte principale sono alloggiate sei cabine per gli ospiti, una grande sala da pranzo e un centro benessere, che comprende un bagno turco, una sauna, una camera di crioterapia e una sala idromassaggio. Sul ponte superiore trovano invece posto due suite VIP, una delle quali ha al suo servizio un pianista, mentre sul ponte dell'armatore sono presenti due suite, per lui e per la sua compagna, con bagni separati, cabine armadio, studi e spogliatoi. In totale, lo yacht dispone di 22 cabine in grado di ospitare 40 ospiti e di un equipaggio totale di 94 elementi. Oltre a quanto detto, lo Scheherazade è poi dotato di due piazzole per l'atterraggio di elicotteri e di un cinema. Per motivi legati alla privacy dei suoi ospiti (difesa tra le altre cose anche da un sistema di sicurezza in grado di abbattere i droni) non sono presenti piscine all'aperto, cosa invece piuttosto comune per imbarcazioni di questo tipo, tuttavia ne è presente una interna, dotata di una copertura retraibile che fa sì che possa essere trasformata in pista da ballo.

## Proprietà e utilizzo
Dato il riserbo da sempre mantenuto da parte del costruttore e del suo equipaggio, secondo alcune fonti costituito anche da agenti dei servizi segreti russi, poco è noto del vero proprietario dello Scheherazade, tuttavia sembra che la proprietà dell'imbarcazione sia riconducibile a Vladimir Putin, attuale Presidente della Federazione Russa, sebbene lo stesso Putin, così come riportato da diverse fonti, abbia negato tale accreditamento.
Così come il Crescent, yacht di proprietà dell'oligarca russo Igor' Sečin, amministratore delegato di Rosneft, anche lo Scheherazade è gestito dalla compagnia monegasca Imperial Yachts. Nel settembre 2020 lo yacht è stato visto navigare verso  Hurghada, in Egitto, mentre nell'estate 2020 e nel luglio 2021, esso incrociava nelle acque di Soči, in Russia. A partire dal settembre 2021, l'imbarcazione è all'ancora nel porto di Marina di Carrara, in Toscana, per lavori di manutenzione presso i cantieri navali locali.

## Sequestro
A marzo 2022, in seguito all'invasione russa dell'Ucraina iniziata il 24 febbraio 2022 e alle conseguenti sanzioni che sono state imposte alla Russia e ad alcuni oligarchi da alcuni Paesi della comunità internazionale, ivi compresa l'Italia, il governo italiano ha iniziato a valutare l'opportunità di porre sotto sequestro lo Scheherazade così come avvenuto per altri yacht appartenenti a oligarchi russi, ne è un esempio il sequestro del Lady M di Aleksej Mordašov, ormeggiato al Portosole di Sanremo. Il 6 maggio 2022, su proposta del Comitato di sicurezza finanziaria, il ministro dell’economia e delle finanze italiano, Daniele Franco, ha  quindi adottato il decreto di congelamento, ai sensi dell’articolo 4-bis del d.lgs. 109 del 2007, dell’imbarcazione.